# منن الرحمن (كتاب)

عنوان الكتاب: منن الرحمن (1895)

منن الرحمن هي رسالة مختصرة في علم اللغة بقلم ميرزا غلام أحمد (1835-1908)، كُتبت في أيار 1895 م. وزعم أحمد أن اللغة العربية هي أول لغة علمها الله للإنسان، وأنها أم اللغات والألسنة. وقد أبرز بعض الخصوصيات في اللغة العربية، التي ادعى أنها لا يمكن العثور عليها في أي لغة أخرى، وتحدى خصومه لدحض ادعائه، كما دعا ماكس مولر (1823-1900) إلى التقدم لمواجهة التحدي.

## الخصائص الفريدة للغة العربية
في هذا الكتاب منن الرحمن قال أحمد أن اللغة العربية هي أول لغة علمها الله للإنسان وأن نظام المفردات في اللغة العربية له تنظيم علمي ونظام فريد غير معروف في أي لغة أخرى. وقد وصف الخصائص الخمس للغة العربية، وقال إن جميع اللغات البشرية الأخرى مستمدة من اللغة العربية.